# 마르완 2세

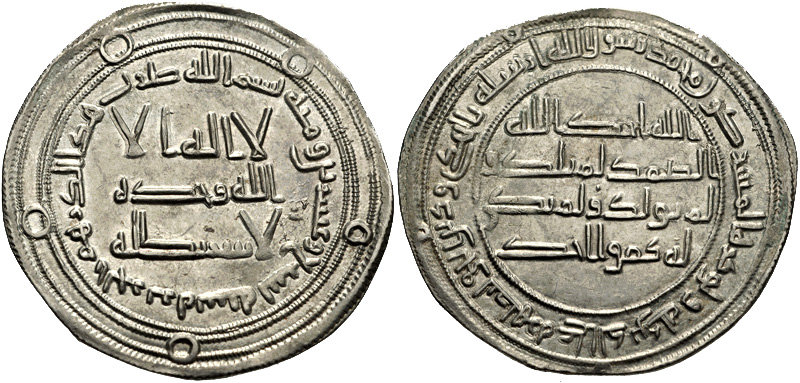

마르완 2세(691년 ~ 750년 8월 6일)는 우마이야 칼리파국 중 제4대이자 마지막 칼리파이다. 744년부터 750년 살해될 때까지 통치하였다. 재위 기간 중 대부분이 내전이었다.